# Cladonia hians
Cladonia hians Ahti (2000), è una specie di lichene appartenente al genere Cladonia,  dell'ordine Lecanorales.
Il nome proprio deriva dal termine botanico latino hians, che significa aperto, non combaciante, ad indicare la struttura degli apoteci.

## Caratteristiche fisiche
Il fotobionte è principalmente un'alga verde delle Trentepohlia.

## Località di ritrovamento
La specie è stata rinvenuta nelle seguenti località:
- Colombia;
- Guyana (nella regione di Demerara-Mahaica);
- Venezuela (ad Acopán-tepui, nello stato di Bolívar).

## Tassonomia
Questa specie appartiene alla sezione Perviae e forma un clade con altre due specie neotropicali C. crispatula e C. polystomata; a tutto il 2008 non sono state identificate forme, sottospecie e varietà.